# دليل جامع الطوابع
دليل طوابع أو فهرس جامع الطوابع أو كتالوج الطوابع، هو دليل تعريف لأنواع طوابع البريد مع الأوصاف والأسعار.
حيث يعد كتالوج الطوابع أداة أساسية في مجال الطوابع البريدية وجمع الطوابع. وهي جزءا من أدب هواة جمع الطوابع.

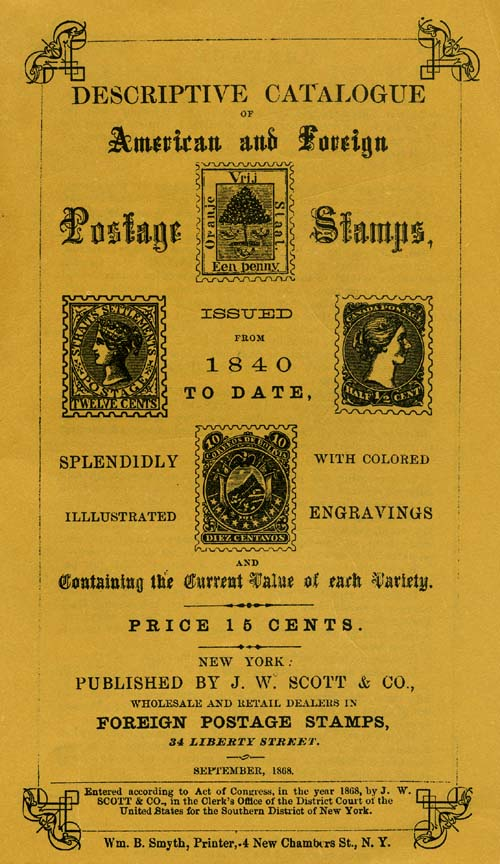
غلاف دليل سكوت لعام 1868 الذي يشمل أول 28 سنة من الطوابع؛ "أمريكا والأجنبية"

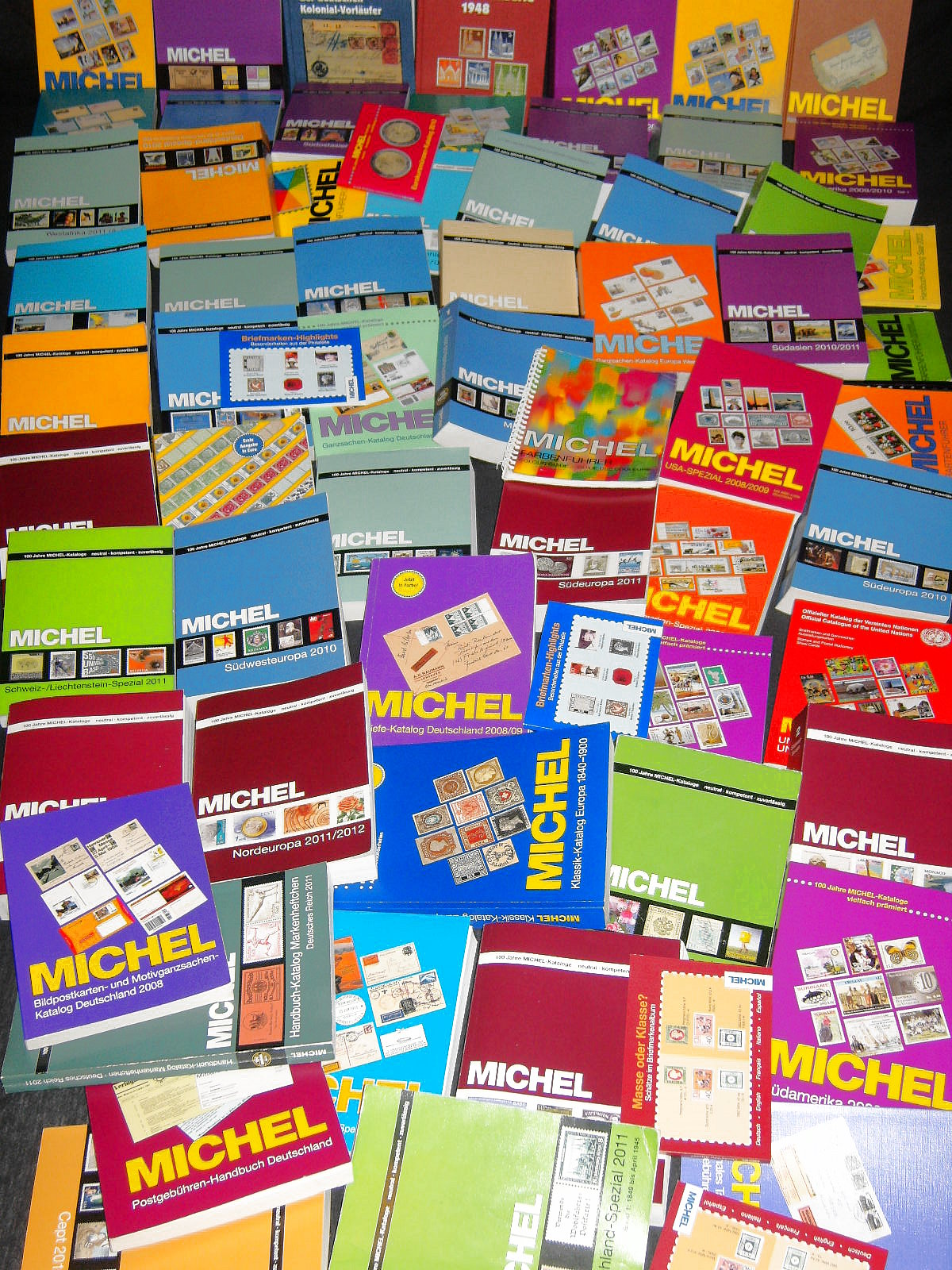
مجموعة من إصدارات دليل ميشيل للطوابع

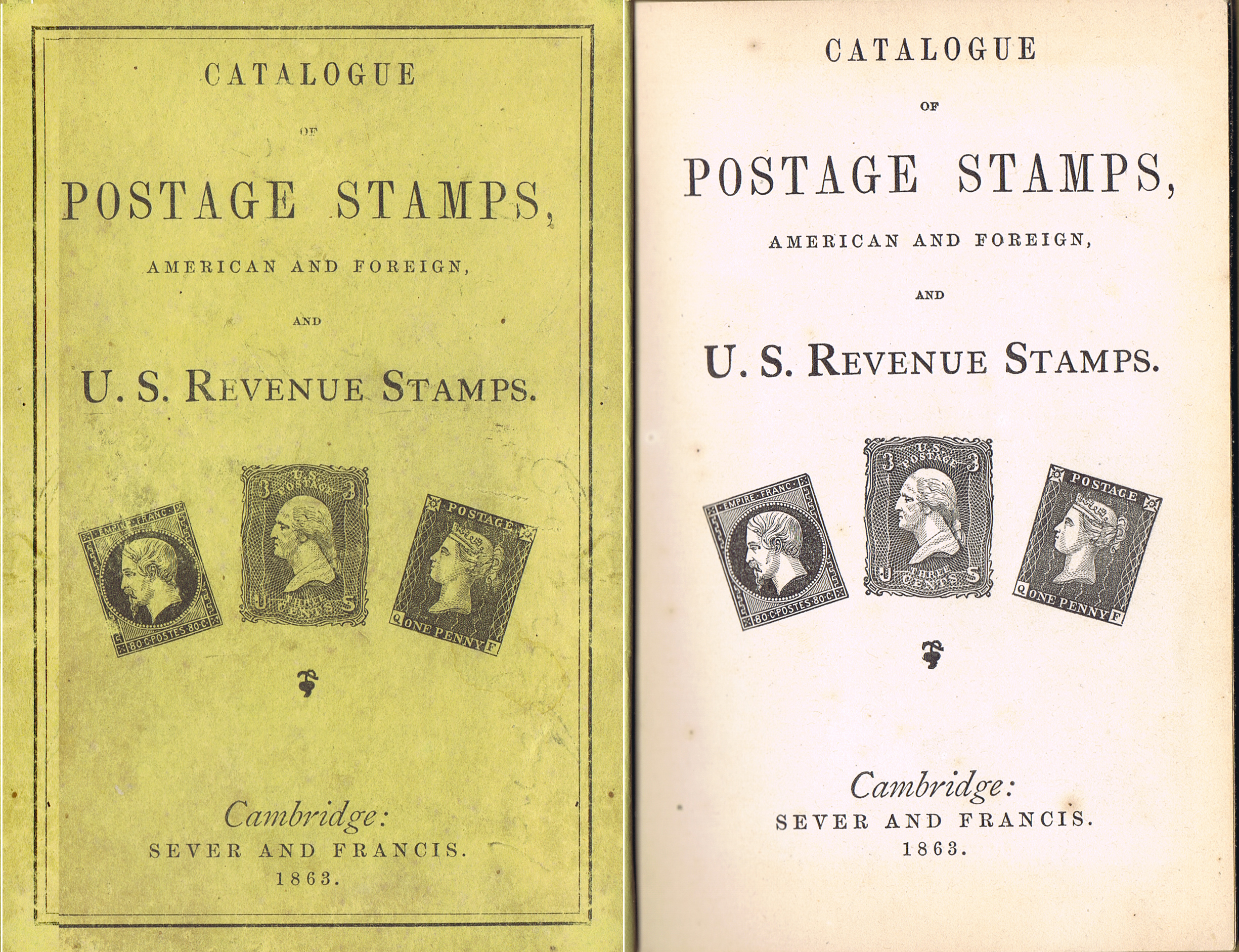
أول دليل أو فهرس طوابع بريد أمريكي أصلي 1863

كما صدرت فهارس مماثلة لأشياء أخرى قابلة للتحصيل، مثل علب أعواد الثقاب (فيلوميني) والبطاقات البريدية (ديلتيولوجي).

## نبذة تاريخية
نُشر أول دليل للطوابع في فرنسا على يد أوسكار بيرجر-ليفراو في 17 سبتمبر 1861، وأول دليل مصور على يد ألفريد بوتيكويه في ديسمبر 1861.
نُشرت الفهارس الأولى في بريطانيا العظمى في عام 1862 من تأليف فريدريك بوتي وماونت براون والدكتور جون إدوارد جراي وكان أول كتالوج في الولايات المتحدة هو دليل جامع الطوابع من تأليف أ. س. كلاين (اسم مستعار لجون ويليام كلاين)، عام 1862 أيضًا.
كانت الكتالوجات أو الفهارس في الأصل مجرد قوائم أسعار للتجار، على الرغم من أن ذلك أصبح أقل شيوعًا اليوم. لا تزال كتالوجات بعض الناشرين الرئيسيين بمثابة قائمة أسعار رسمية للناشر. على سبيل المثال، يذكر إدوارد ستانلي غيبونز في المملكة المتحدة على وجه التحديد في دليلهِ أن السعر المدرج هو سعر البيع المقدر من قبل شركة ستانلي جيبونز المحدودة. على الجانب الآخر، لا تبيع سكوت في الولايات المتحدة الطوابع. بدلاً من ذلك، يعمل فهرس ودليل سكوت للطوابع كوثيقة مرجعية للأسعار المتوقعة التي يستخدمها المشترون والبائعون. وبمرور الوقت، ومع تطور هواية جمع الطوابع، مالت الفهارس إلى تجميع تفاصيل إضافية داعمة عن الطوابع، مثل تواريخ الإصدار واختلافات الألوان وما إلى ذلك. ومع انتشار استخدامها على نطاق واسع من قبل هواة جمع الطوابع، أصبحت الفهارس تحدد ما هو الطابع الشرعي وغير الشرعي، حيث أن العديد من هواة جمع الطوابع يتجنبون الطوابع غير الموصوفة في الفهرس. وفي السنوات الأخيرة، أصبحت شبكة الإنترنت مصدراً شائعاً للمعلومات عن الطوابع. حيث تحتوي بعض الفهارس على نسخة إضافية منشورة على الإنترنت في حين أن البعض الآخر متاح فقط على الإنترنت.